# Кенија на Светском првенству у атлетици на отвореном 2017.
Кенија је учествовала на Светском првенству у атлетици на отвореном 2017. одржаном у Лондону од 4. до 13. августа шеснаести пут, односно учествовала је на свим првенствима до данас. Кенија је пријавила 49 учесника (28 мушкарца и 21 жене) у 19 дисциплина (11 мушких и 8 женских).,
На овом првенству Кенија је по броју освојених медаља заузела 2 место са 11 освојених медаља (5 златних, 2 сребрне и 4 бронзане). У табели успешности према броју и пласману такмичара који су учествовали у финалним такмичењима (првих 8 такмичара) Кенија је са 24 учесника у финалу заузела 2. место са 124 бодова.
| Плас. | Земља  | 1. место | 2. место | 3. место | 4. место | 5. место | 6. место | 7. место | 8. место | Бр. финал. | Бод. |
| ----- | ------ | -------- | -------- | -------- | -------- | -------- | -------- | -------- | -------- | ---------- | ---- |
| 2.    | Кенија | 5        | 2        | 4        | 5        | 2        | 2        | 3        | 1        | 24         | 124  |

## Учесници
| Мушкарци: - Марк Отијено Одијамбо — 100 м, 200 м - Boniface Ontuga Mweresa — 400 м - Рејмонд Кибет — 400 м - Collins Omae Gichana — 400 м - Кипјегон Бет — 800 м - Фергусон Ротич Черијот — 800 м - Емануел Кипкуруи Корир — 800 м - Мајкл Лотуромом Саруни — 800 м - Тимоти Чериот — 1.500 м - Елајџа Мотонеи Манангои — 1.500 м - Асбел Кипроп — 1.500 м - Роналд Квемои — 1.500 м - Сајрус Руто — 5.000 м - Josphat Kiprono Menjo — 5.000 м - Дејвис Киплангат — 5.000 м - Пол Кипнегетич Тануи — 10.000 м - Бедан Кароки Мучири — 10.000 м - Џефри Кипсанг Камворор — 10.000 м - Џефри Кируи — Маратон - Гидеон Кипкемои Кипкетер — Маратон - Даниел Киниуа Вањиру — Маратон - Езекијел Кембој — 3.000 м препреке - Консеслус Кипруто — 3.000 м препреке - Џајрус Кипчоге Биреч — 3.000 м препреке - Бримин Кипроп Кипруто — 3.000 м препреке - Самуел Ирери Гатимба — 20 км ходање - Симон Вашира — 20 км ходање - Џулијус Јего — Бацање копља | Жене: - Максимила Имали — 400 м - Маргарет Ниаирера Вамбуа — 800 м - Емили Черотич Туеи — 800 м - Јунис Џепкоеч Сум — 800 м - Фејт Чепнгетич Кипјегон — 1.500 м - Вини Чебет — 1.500 м - Јудит Јемутаи Кијенг — 1.500 м - Хелен Онсандо Обири — 5.000 м - Шејла Чепкируи Кипротич — 5.000 м - Маргарет Челимо Кипкембои — 5.000 м - Агнес Џебет Тироп — 10.000 м - Алиса Апрот Навовуна — 10.000 м - Ирена Чепет Чептаи — 10.000 м - Една Нгерингвони Киплагат — Маратон - Фломена Чејеч Данијел — Маратон - Хелах Џелагат Кипроп — Маратон - Беатрис Чепкоеч — 3.000 м препреке - Celliphine Chepteek Chespol — 3.000 м препреке - Хивин Кијенг Јепкемои — 3.000 м препреке - Пурити Черотич Кируи — 3.000 м препреке - Грејс Ванџиру Њуе — 20 км ходање |  |

## Освајачи медаља (11)

### Злато (5)
| (М) - Елајџа Мотонеи Манангои — 1.500 м - Џефри Кируи — Маратон - Консеслус Кипруто — 3.000 м препреке | (Ж) - Фаит Чепнгетич Кипјегон — 1.500 м - Хелен Онсандо Обири — 5.000 м |

### Сребро (2)
| (М) - Тимоти Чериот — 1.500 м | (Ж) - Една Нгерингвони Киплагат — Маратон |

### Бронза (4)
| (М) - Кипјегон Бет - 800 м - Пол Кипнегетич Тануи — 10.000 м | (Ж) - Агнес Џебет Тироп — 10.000 м - Хивин Кијенг Јепкемои — 3.000 м препреке |

## Резултати

### Мушкарци
| Атлетичар                | Дисциплина       | Лични рекорд | Предтакмичење     | Предтакмичење     | Квалификације         | Квалификације         | Полуфинале            | Полуфинале           | Финале               | Финале       | Детаљи |
| Атлетичар                | Дисциплина       | Лични рекорд | Резултат          | Место             | Резултат              | Место                 | Резултат              | Место                | Резултат             | Место        | Детаљи |
| ------------------------ | ---------------- | ------------ | ----------------- | ----------------- | --------------------- | --------------------- | --------------------- | -------------------- | -------------------- | ------------ | ------ |
| Марк Отијено Одијамбо    | 100 м            | 10,14НР      | 10,40 КВ          | 3. у гр. 1        | 10,37                 | 6. у гр. 4            | Није се квалификовао  | Није се квалификовао | Није се квалификовао | 36 / 44 (62) |        |
| Марк Отијено Одијамбо    | 200 м            | 20,41        |                   |                   | 20,74                 | 6. у гр. 2            | Није се квалификовао  | Није се квалификовао | Није се квалификовао | 33 / 46 (50) |        |
| Boniface Ontuga Mweresa  | 400 м            | 45,01        | 45,58 кв          | 4. у гр. 3        | 45,93                 | 8. у гр. 2            | Није се квалификовао  | 22 / 49 (52)         |                      |              |        |
| Рејмонд Кибет            | 400 м            | 45,21        | 45,75             | 5. у гр. 5        | Нису се квалификовали | Нису се квалификовали | Нису се квалификовали | 25 / 49 (52)         |                      |              |        |
| Collins Omae Gichana     | 400 м            | 45,19        | 46,10             | 8. у гр. 1        | Нису се квалификовали | Нису се квалификовали | Нису се квалификовали | 37 / 49 (52)         |                      |              |        |
| Кипјегон Бет             | 800 м            | 1:43,76      | 1:45,76 КВ        | 1. у гр. 1        | 1:45,02 КВ            | 1. у гр. 3            | 1:45,21               |                      |                      |              |        |
| Фергусон Черијот Ротич   | 800 м            | 1:42,84      | 1:45,77 (.770) КВ | 2. у гр. 3        | 1:46,49               | 3. у гр. 1            | Нису се квалификовали | 15 / 44 (49)         |                      |              |        |
| Емануел Кипкуруи Корир   | 800 м            | 1:43,10      | 1:47,08 КВ        | 1. у гр. 4        | 1:46,08               | 3. у гр. 2            | Нису се квалификовали | 8 / 44 (49)          |                      |              |        |
| Мајкл Лотуромом Саруни   | 800 м            | 1:44,61      | Није стартовао    | Није стартовао    | Није се квалификовао  | Није се квалификовао  | Није се квалификовао  | Није се квалификовао |                      |              |        |
| Тимоти Чериот            | 1.500 м          | 3:29,10      | 3:38,41 КВ        | 2. у гр. 3        | 3:38,24 КВ            | 2. у гр. 2            | 3:36,05               |                      |                      |              |        |
| Роналд Квемои            | 1.500 м          | 3:28,81      | 3:38,13 КВ        | 7. у гр. 2        | 3:39,47               | 9. у гр. 2            | Није се квалификовао  | 9 / 41 (45)          |                      |              |        |
| Асбел Кипроп             | 1.500 м          | 3:26,69      | 3:45,96 КВ        | 2. у гр. 1        | 3:40,14 КВ            | 2. у гр. 1            | 3:37,24               | 9 / 41 (45)          |                      |              |        |
| Елајџа Мотонеи Манангои  | 1.500 м          | 3:28,80      | 3:45,93 КВ        | 1, у гр. 1        | 3:40,10 КВ            | 1, у гр. 1            | 3:33,61               |                      |                      |              |        |
| Сајрус Руто              | 5.000 м          | 13:03,44     | 13:22,45 КВ       | 3. у гр. 2        |                       |                       | 13:48,64              | 13 / 39 (41)         |                      |              |        |
| Јосфат Кипроно Мењо      | 5.000 м          | 12:55,95     | 13:35,68          | 16. у гр. 2       | Нису се квалификовали | 30 / 39 (41)          |                       |                      |                      |              |        |
| Дејвис Киплангат         | 5.000 м          | 13:16,35     | 14:52,98          | 19. у гр. 1       | Нису се квалификовали | 37 / 39 (41)          |                       |                      |                      |              |        |
| Џефри Кипсанг Камворор   | 10.000 м         | 26:52,65     |                   |                   |                       |                       | 26:57,77 ЛРС          | 46 / 22 (24)         |                      |              |        |
| Бедан Кароки Мучири      | 10.000 м         | 26:52,36     | 26:52,12 ЛР       | 4 / 22 (24)       |                       |                       |                       |                      |                      |              |        |
| Пол Кипнегетич Тануи     | 10.000 м         | 26:49,41     | 26:50,60 ЛРС      |                   |                       |                       |                       |                      |                      |              |        |
| Џефри Кируи              | Маратон          | 2:06:27      | 2:08:26 ЛРС       |                   |                       |                       |                       |                      |                      |              |        |
| Гидеон Кипкемои Кипкетер | Маратон          | 2:05:51      | 2:10:56           | 5 / 71 (100)      |                       |                       |                       |                      |                      |              |        |
| Даниел Киниуа Вањиру     | Маратон          | 2:05:21      | 2:12:16           | 8 / 71 (100)      |                       |                       |                       |                      |                      |              |        |
| Џајрус Кипчоге Биреч     | 3.000 м препреке | 7:58,41      | 8:23,84 кв        | 5. у гр. 1        |                       |                       | 8:32,90               | 12 / 44 (45)         |                      |              |        |
| Езекијел Кембој          | 3.000 м препреке | 7:55,76      | 8:20,61 'кв       | 4. у гр. 2        | 8:29,38               | 11 / 44 (45)          |                       |                      |                      |              |        |
| Бримин Кипроп Кипруто    | 3.000 м препреке | 7:53,64 НР   | 8:33,33           | 7. у гр. 3        | Није се квалификовао  | 23 / 44 (45)          |                       |                      |                      |              |        |
| Консеслус Кипруто        | 3.000 м препреке | 8:00,12      | 8:23,80 КВ        | 1. у гр. 3        | 8:14,12               |                       |                       |                      |                      |              |        |
| Самуел Ирери Гатимба     | 20 км ходање     | 1:19:24 НР   |                   |                   |                       |                       | 1:22:52 ЛРС           | 30 / 58 (64)         |                      |              |        |
| Симон Вашира             | 20 км ходање     | 1:23:26      | Није завршио трку | Није завршио трку |                       |                       |                       |                      |                      |              |        |
| Џулијус Јего             | Бацање копља     | 92,72 НР     | 83,57 КВ          | 4. у гр. А        |                       |                       | 76,29                 | 13 / 31 (32)         |                      |              |        |

### Жене
| Атлетичарка                 | Дисциплина       | Лични рекорд | Квалификације   | Квалификације   | Полуфинале            | Полуфинале            | Финале                | Финале                | Детаљи                                   |
| Атлетичарка                 | Дисциплина       | Лични рекорд | Резултат        | Место           | Резултат              | Место                 | Резултат              | Место                 | Детаљи                                   |
| --------------------------- | ---------------- | ------------ | --------------- | --------------- | --------------------- | --------------------- | --------------------- | --------------------- | ---------------------------------------- |
| Максимила Имали             | 400 м            | 51,18        | 53,97           | 6. у гр. 1      | Није се квалификовала | Није се квалификовала | Није се квалификовала | 46 49                 |                                          |
| Јунис Џепкоеч Сум           | 800 м            | 1:56,99      | Није стартовала | Није стартовала | Није се квалификовала | Није се квалификовала | Није се квалификовала | Није се квалификовала |                                          |
| Емили Черотич Туеи          | 800 м            | 2:00,18      | 2:02,70         | 6. у гр. 2      | Није се квалификовала | Није се квалификовала | Није се квалификовала | 30 / 45 (47)          |                                          |
| Маргарет Ниаирера Вамбуа    | 800 м            | 1:56,89      | 2:00,75 КВ      | 1. у гр. 4      | 2:01,19 КВ            | 2. у гр. 3            | 1:57,54               | 4 / 45 (47)           |                                          |
| Вини Чебет                  | 1.500 м          | 3:59,16      | 4:03,19 КВ      | 3. у гр. 1      | 4:06,29               | 7. у гр. 2            | Није се квалификовала | 15 / 43 (44)          |                                          |
| Фаит Чепнгетич Кипјегон     | 1.500 м          | 3:56,98 НР   | 4:03,09 КВ      | 1. у гр. 3      | 4:03,54 КВ            | 1. у гр. 1            | 4:02,59               |                       |                                          |
| Јудит Јемутаи Кијенг        | 1.500 м          | 4:04,4       | 4:13,65         | 13. у гр. 2     | Није се квалификовала | Није се квалификовала | Није се квалификовала | 39 / 43 (44)          |                                          |
| Хелен Онсандо Обири         | 5.000 м          | 14:18,37 НР  | 14:56,70 КВ     | 1. у гр. 1      |                       |                       | 14:34,86              |                       |                                          |
| Шејла Чепкируи Кипротич     | 5.000 м          | 15:05,45     | 14:57,58 кв, ЛР | 6. у гр. 1      | 14:54,05 ЛР           | 7 / 32 (34)           |                       |                       |                                          |
| Маргарет Челимо Кипкембои   | 5.000 м          | 14:43,89     | 15:00,39 КВ     | 4. у гр. 2      | 14:48,74              | 5 / 32 (34)           |                       |                       |                                          |
| Агнес Џебет Тироп           | 10.000 м         | 31:56,0      |                 |                 |                       |                       | 31:03,50 ЛР           |                       |                                          |
| Алиса Апрот Навовуна        | 10.000 м         | 29:53,51     | 31:11,86 ЛРС    | 4 / 31 (33)     |                       |                       |                       |                       |                                          |
| Ирена Чепет Чептаи          | 10.000 м         | 31:15,38     | 31:21,11 ЛРС    | 7 / 31 (33)     |                       |                       |                       |                       |                                          |
| Една Нгерингвони Киплагат   | Маратон          | 2:19:50      | 2:28:18         |                 |                       |                       |                       |                       |                                          |
| Фломена Чејеч Данијел       | Маратон          | 2:21:22      | 2:27:21         | 4 / 78 (92)     |                       |                       |                       |                       |                                          |
| Хелах Џелагат Кипроп        | Маратон          | 2:21:27      | 2:28:19         | 7 / 78 (92)     |                       |                       |                       |                       |                                          |
| Беатрис Чепкоеч             | 3.000 м препреке | 9:00,70      | 9:19,03 КВ      | 1. у гр. 2      |                       |                       | 9:10,45               | 4 / 40 (42)           | Архивирано на веб-сајту (2. август 2018) |
| Celliphine Chepteek Chespol | 3.000 м препреке | 8:58,78      | 9:27,35 КВ      | 1. у гр. 3      | 9:15,04               | 6 / 40 (42)           |                       |                       | Архивирано на веб-сајту (2. август 2018) |
| Хивин Кијенг Јепкемои       | 3.000 м препреке | 9:00,01      | 9:39,89 КВ      | 2. у гр. 1      | 9:04,03               |                       |                       |                       | Архивирано на веб-сајту (2. август 2018) |
| Пурити Черотич Кируи        | 3.000 м препреке | 9:17,74      | 9:40,53 КВ      | 3. у гр. 1      | 9:25,62               | 10 / 40 (42)          |                       |                       | Архивирано на веб-сајту (2. август 2018) |
| Грејс Ванџиру Њуе           | 20 км ходање     | 1:30:43 НР   |                 |                 |                       |                       | 1:35:22               | 37 / 52 (61)          |                                          |